# Atari Microsoft BASIC
Atari Microsoft Basic – język programowania BASIC dla ośmiobitowych komputerów Atari bazujący na dialekcie opracowanym przez firmę Microsoft. Dostępny początkowo na dyskietce, a później jako Atari Microsoft Basic II na kartridżu i dyskietce.
Firma Atari Inc. zakupiła w roku 1978 licencję na Microsoft BASIC, z myślą o zastosowaniu go w nowym komputerze Atari 800 i jego tańszej odmianie Atari 400, których premiera odbyła się w 1979 roku.
Problemy z umieszczeniem BASIC w kartridżu o pojemności 8 KiB skłoniły Atari do powierzenia opracowania języka BASIC firmie Shepardson Microsystems. Firma ta stworzyła własną odmianę BASIC znaną jako Atari BASIC, który stał się standardowym dialektem dla całej serii 8-bitowych komputerów Atari.
W roku 1982 firma Atari wydała wersję Microsoft BASIC z modyfikacjami dostosowującymi interpreter do komputerów Atari jako Atari Microsoft BASIC. Był on dostępny w dwóch odmianach, początkowo dostępny tylko na dyskietce o numerze CX8192, później na kartridżu 16 KiB i dyskietce o numerze RX8035. Na dyskietce znajdował się 11 KiB kod rozszerzający funkcjonalność BASIC. Kartridż mógł działać bez dodatkowej dyskietki, rozszerzenie było wczytywane tylko gdy dyskietka z nim znajdowała się w stacji dysków podczas startu BASIC.
Posiadał znacznie więcej komend niż Atari BASIC, ale nie był z nim kompatybilny. Ułatwiał za to przenoszenie programów napisanych w dialekcie Microsoft BASIC, który był najbardziej rozpowszechnioną wersją BASIC używaną m.in. w Apple II, Commodore 64 i innych.
Inaczej niż Atari BASIC nie sprawdzał składni zaraz po wprowadzeniu linii programu. Nie pozwalał też używać skrótów komend. Posiadał komendy do obsługi peryferiów Atari podobne do tych w Atari BASIC, takich jak: SOUND, GRAPHICS i innych.